# Plymouth Breeze
Plymouth Breeze – samochód osobowy klasy średniej produkowany pod amerykańską marką Plymouth w latach 1995 – 2000.

## Historia i opis modelu

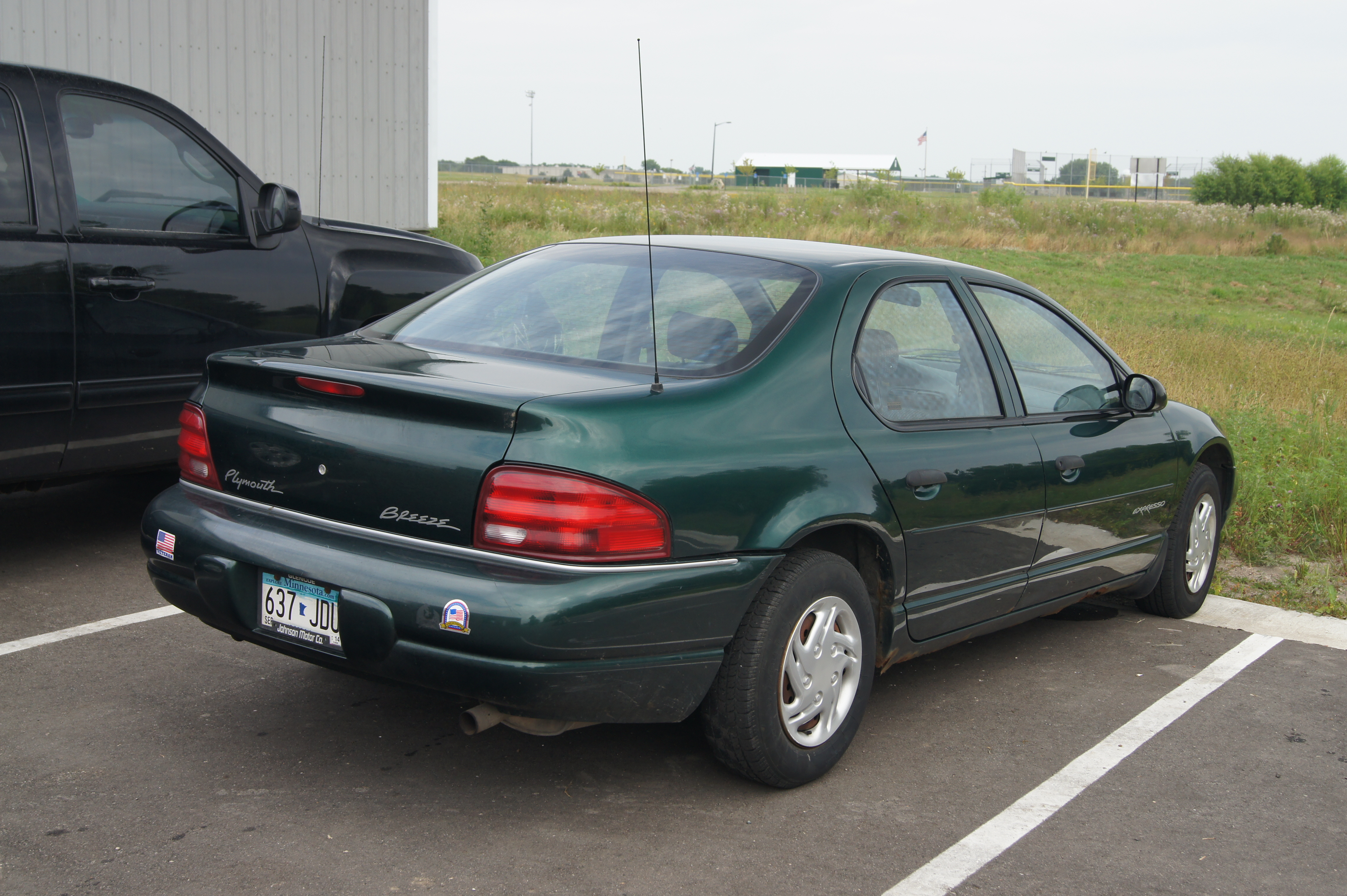
Plymouth Breeze - tył

W 1995 roku oferta marki Plymouth została poszerzona o nowy, średniej wielkości model Breeze, który zastąpił dotychczas oferowaną linię modelową Acclaim. Pojaz powstał w ramach koncernu Chrysler jako bliźniacza konstrukcja dla modeli Chrysler Cirrus i Dodge Stratus, podobnie jak one zbudowany na platformie Chrysler JA-body.
Plymouth Breeze charakteryzował się nisko poprowadzoną linią klamek, z aerodynamicznym kształtem nadwozia, wąskimi podłużnymi reflektorami, a także smukłą sylwetką nadwozia. Był to ostatni model klasy średniej Plymoutha - po zakończeniu produkcji w 2000 roku nie przedstawiono następcy.

### Silniki
- R4 2,0 l SOHC
- R4 2,4 l DOHC

### Wersje wyposażenia
- Base
- Expresso